# 3705 Hotellasilla
3705 Hotellasilla је астероид главног астероидног појаса са средњом удаљеношћу од Сунца која износи 3,123 астрономских јединица (АЈ).
Апсолутна магнитуда астероида је 12,5.